# Aleksandr Poliakov
Aleksandr Márkovich Poliakov (27 de septiembre de 1945) es un físico teórico, anteriormente en el Instituto Landau de Física Teórica sito en Chernogolovka (Moscú), actualmente en la Universidad de Princeton.

## Importantes descubrimientos
Él es conocido por una serie de contribuciones básicas a la teoría cuántica de campos, incluido el trabajo en lo que ahora se denomina el Monopolo 't Hooft-Polyakov en la teoría de campo de gauge no abelianas, independiente de Gerard' t Hooft.

## Honores y premios
Aleksandr Poliakov fue galardonado con la Medalla Dirac y el Premio Dannie Heineman de Física Matemática en 1986, la Medalla Lorentz en 1994, y la Medalla Oskar Klein en 1996.
Ha sido elegido miembro de la Academia de Ciencias de Rusia en 1984 y de la Academia Nacional de Ciencias de Estados Unidos (NAS) en 2005.